# Mittelangeln
Mittelangeln – gmina w Niemczech w kraju związkowym Szlezwik-Holsztyn, w powiecie Schleswig-Flensburg, wchodzi w skład urzędu Mittelangeln.
Powstała 1 marca 2013 z połączenia trzech gmin: Havetoftloit, Rüde oraz Satrup.